# Siegbach
Siegbach is een gemeente in de Duitse deelstaat Hessen, en maakt deel uit van de Lahn-Dill-Kreis.
Siegbach telt 2.541 inwoners.
Aßlar · Bischoffen · Braunfels · Breitscheid · Dietzhölztal · Dillenburg · Driedorf · Ehringshausen · Eschenburg · Greifenstein · Haiger · Herborn · Hohenahr · Hüttenberg · Lahnau · Leun · Mittenaar · Schöffengrund · Siegbach · Sinn · Solms · Waldsolms · Wetzlar